# Ânderson Lima Veiga
Ânderson Lima Veiga, genannt Ânderson Lima (* 18. März 1973 in São Paulo) ist ein brasilianischer Fußballspieler.

## Karriere
Der 1,76 Meter große Abwehrspieler begann seine Karriere 1992 beim Verein Guarani FC, wo er von 1992 bis 1995 unter Vertrag stand. Nach vier Jahren beim Verein wechselte er zum Verein FC Santos, wo er von 1996 bis 1999 aktiv war. 1999 war er beim Ligakonkurrenten FC São Paulo unter Vertrag. Im Jahr 2000 wechselte er zum Verein Grêmio Porto Alegre, wo Ânderson Lima bis 2003 spielte. Von 2004 bis 2007 war er bei AD São Caetano aktiv, im Jahr 2005 hatte er eine kurze Leihperiode beim japanischen Verein Albirex Niigata. 2006 kehrte er wieder nach São Caetano zurück. 2007 wechselte er zum Coritiba FC, wo er allerdings nur für eine Spielzeit unter Vertrag stand. 2008 war er für drei Vereine aktiv, nämlich für den Ituano FC, den Operário FC (MS) und den CA Bragantino. Für Bragantino spielte er auch noch im Jahr 2009, bis er zum Chapecoense. Für seine letzte Profistation wechselte er für die Saison 2009/10 nochmal ins Ausland und zwar zum portugiesischen Klub CF Estrela Amadora.

## Erfolge
Santos
- Torneio Rio-São Paulo: 1997

Gremio
- Copa do Brasil: 2001

| Personendaten    | Personendaten                  |
| ---------------- | ------------------------------ |
| NAME             | Lima Veiga, Ânderson           |
| ALTERNATIVNAMEN  | Lima, Ânderson                 |
| KURZBESCHREIBUNG | brasilianischer Fußballspieler |
| GEBURTSDATUM     | 18. März 1973                  |
| GEBURTSORT       | São Paulo, Brasilien           |